# Branges
Branges is een gemeente in het Franse departement Saône-et-Loire (regio Bourgogne-Franche-Comté). De plaats maakt deel uit van het arrondissement Louhans. Branges telde op 1 januari 2022 2.372 inwoners.

## Geografie
De oppervlakte van Branges bedroeg op 1 januari 2022 24,59 vierkante kilometer; de bevolkingsdichtheid was toen 96,5 inwoners per km².

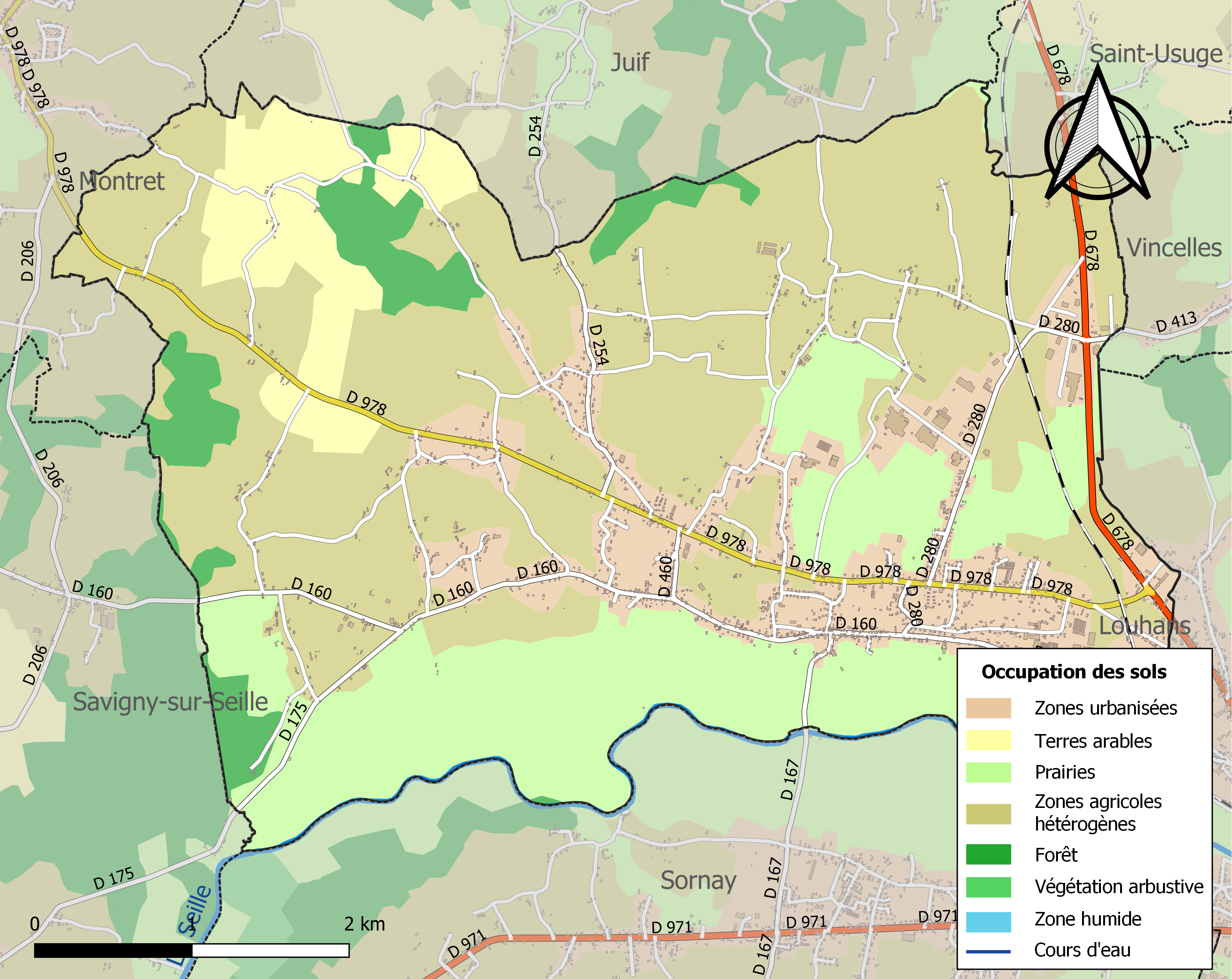
Kaart van de gemeente met de belangrijkste infrastructuur, bodemgebruik en omliggende gemeenten

## Demografie
De figuur toont het verloop van het inwonertal (bron: INSEE-tellingen).